# Muara Botung
Muara Botung is een bestuurslaag in het regentschap Mandailing Natal van de provincie Noord-Sumatra, Indonesië. Muara Botung telt 717 inwoners (volkstelling 2010).